# Erastés

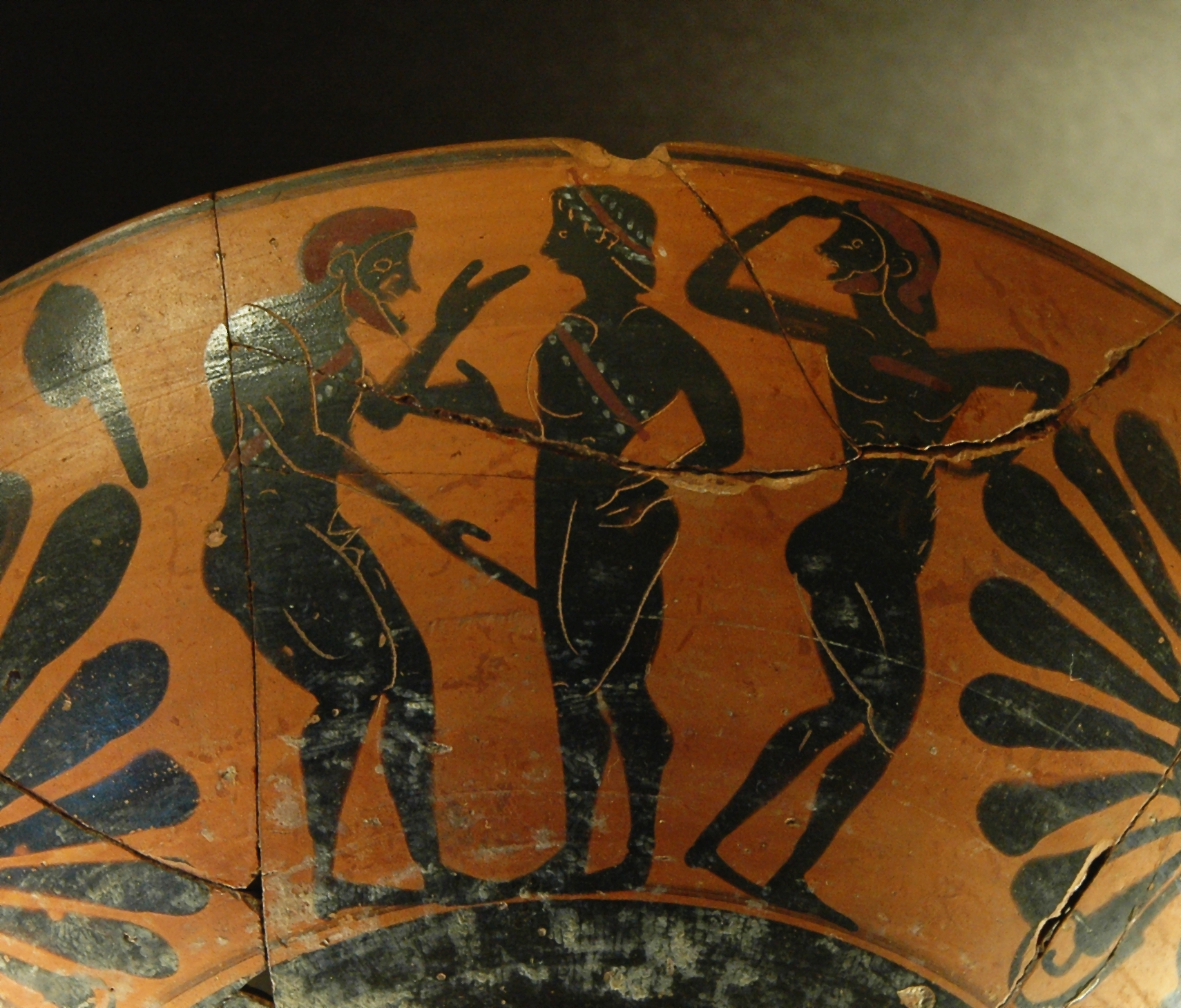
Escena pederástica, copa ática de figuras negras,, museo del Louvre.

En la Grecia antigua, el  erastés (en griego ἐραστής, 'amante') era un hombre adulto comprometido en una pareja pederástica con un adolescente, llamado erómeno.
Un erastés era generalmente un ciudadano influyente de la clase alta, comprometido en la vida social y política de su polis, que gozaba de cierta fortuna. Aunque algunas veces estaba casado y era padre de familia, generalmente esta relación tenía lugar antes del matrimonio, que en el caso de la sociedad griega era tardío, ya entrada la treintena.
Asumir la carga de una relación pederástica era costoso: por ejemplo, en el caso de Creta, las fiestas que clausuraban el período de prueba suponían un banquete (simposio) y varios regalos rituales prescritos: un buey, para sacrificar a Zeus; un equipo militar, para significar que el erómeno era en adelante un guerrero que podía defender a su ciudad; y una copa, para manifestar que el erómeno podía participar en adelante en los banquetes (simposios) de los hombres. En otras ciudades, los ritos y regalos eran diferentes pero igualmente caros, y no era raro que los amigos del erastés ayudaran a costear el gasto, acontecimiento que reunía a los amigos de una y otra parte, como una fiesta de familia.
Además de convertirse en el amigo y amante del muchacho, el erastés adquiría un estatus similar al de un familiar masculino del chico y era responsable de su educación, en especial de su formación militar. 